# Sigríður Lára Garðarsdóttir
Sigríður Lára Garðarsdóttir (11 marzo 1994) è una calciatrice islandese, centrocampista dell'FH Hafnarfjarðar e della nazionale islandese.

## Biografia
Nel gennaio 2018 è stato reso noto che a Garðarsdóttir era stata diagnosticata una forma di artrite, all'età di 23 anni, che le provocava rigidità e gonfiore nelle articolazioni del corpo. Pur costringendola ad assumere farmaci per controllarla per il resto della vita, ha comunque dichiarato che non avrebbe influito nel suo rendimento agonistico.

## Carriera

### Club
Garðarsdóttir è inserita in rosa per la prima volta in una squadra titolare dal 2009, vestendo la maglia dell'ÍBV Vestmannæyja, giocando in 1. deild kvenna, secondo livello del campionato islandese femminile di calcio, fino al campionato successivo, ottenendo al termine del 2010 la promozione in Úrvalsdeild kvenna. Resta legata alla società fino all'estate 2018, senza mai vincere un campionato ma conquistando una Supercoppa d'Islanda nel 2012 e una Coppa d'Islanda nel 2017, totalizzando in quel periodo 145 presenze e siglando 22 reti.
Il 14 agosto 2018, con ÍBV fermo al quinto posto in campionato, le è stato permesso di lasciare il club per sottoscrivere un contratto con l'LSK Kvinner, giocando così il suo primo campionato estero della sua carriera, la Toppserien.

### Nazionale
Garðarsdóttir inizia ad essere convocata dalla Federazione calcistica dell'Islanda (Knattspyrnusamband Íslands - KSÍ) dal luglio 2010, per vestire inizialmente la maglia della formazione Under-16, per passare due mesi più tardi nella Under-17 impegnata nelle qualificazioni al campionato europeo di categoria 2011, facendo il suo debutto con la maglia della nazionale islandese il 20 settembre, nell'incontro vinto per 14-1 sulle pari età della Lituania. Scende in campo in tutte le due fasi del torneo, giocando tutti i sei incontri di qualificazione delle due fasi, con l'Islanda che riesce ad ottenere l'accesso alla fase finale per la prima volta nella sua storia sportiva. Inserita in rosa anche per la fase finale gioca entrambi gli incontri, la semifinale persa con la Spagna 4-0, e la finale per il terzo posto, anch'essa persa con la Spagna con il netto risultato di 8-2.
Quello stesso anno ha avuto anche la prima sua convocazione nella formazione Under-19, inserita in rosa con la squadra che disputa le fasi di qualificazione all'Europeo di Turchia 2012, debuttando il 17 settembre nell'incontro vinto 2-1 sulla Slovenia. Oltre a quella gioca altre due partite, una nella prima fase e una in quella successiva, con l'Islanda che, inserita nel gruppo 3, perdendo due incontri e pareggiandone uno non riesce a centrare l'accesso alla fase finale. Rimasta a disposizione anche per l'anno successivo, disputa anche le qualificazioni all'Europeo di Galles 2013, giocando tutti i sei incontri delle due fasi eliminatorie, con la sua nazionale che pur ottenendo il secondo posto nel gruppo 5 non risulta la prima migliore tra quelle classificatesi a completamento organico, fallendo nuovamente l'accesso alla fase finale. Il 9 aprile 2013, nell'inifluente vittoria sul Portogallo per 1-0, è l'ultima partita giocata con l'Under-19, totalizzando complessivamente 15 presenze e 4 reti realizzate.
Garðarsdóttir viene chiamata dal commissario tecnico Freyr Alexandersson a indossare per la prima volta la maglia della nazionale maggiore in occasione dell'amichevole con la Polonia del 14 febbraio 2016, incontro terminato 1-1. Dal 2017 le sue convocazioni iniziano ad essere regolari, disputando l'edizione 2017 dell'Algarve Cup, scendendo in campo in tutti i quattro incontri del torneo concliso con la vittoria per 2-1 con la Cina nella finale per il nono posto e, dopo una serie di amichevoli, venendo inserita nella rosa delle 23 giocatrici chiamate a disputare la fase finale dell'Europeo dei Paesi Bassi 2017. Durante il torneo condivide le sorti della sua nazionale che, inserita nel gruppo C con Austria, Francia e Svizzera, non riesce ad essere competitiva, perdendo tutte le tre partite della fase a gironi, classificandosi all'ultimo posto e venendo eliminata dal torneo; in quell'occasione Garðarsdóttir scende in campo nei primi due incontri, preso 1-0 con le Bleues e 2-1 con le elvetiche. Alexandersson continua a convocarla in occasione delle del gruppo 5 delle qualificazioni ai Mondiali di Francia 2019 e all'Algarve Cup 2018, una sola presenza contro la Scozia, vinta 4-1 dalle britanniche, prima di dare le dimissioni dopo la fallita qualificazione, seconda nel girone dietro la Germania, assumendo l'incarico di vice dello svedese Erik Hamrén nella nazionale maschile.
L'arrivo sulla panchina della nazionale del nuovo CT, Jón Þór Hauksson, ridimensiona la fiducia riposta in Garðarsdóttir che viene impiegata solo in occasione della doppia amichevole del 6 e 9 aprile con la Corea del Sud, rispettivamente vinta 3-2 e pareggiata 1-1 dalle islandesi.

## Palmarès
- Campionato norvegese: 1

LSK Kvinner: 2018
- Campionato islandese femminile di seconda divisione: 1

BV Vestmannæyja: 2010
- Coppa di Norvegia:

LSK Kvinner: 2018
- Coppa d'Islanda: 1

ÍBV Vestmannæyja: 2017
- Supercoppa islandese: 1

ÍBV Vestmannæyja: 2012